# Heinz Nixdorf
Heinz Nixdorf (né le 9 avril 1925 à Paderborn ; mort le 17 mars 1986 à Hanovre) est un industriel et un pionnier de l'informatique allemand.
Il vient à peine de finir ses études de physique lorsqu'en 1952, il demande un crédit pour fonder une entreprise de calculateurs électroniques, avec des statuts simplifiés. Ses mini-ordinateurs répondent à un créneau vacant du marché, ce qui permet à Nixdorf AG de rivaliser à l'international avec les fabricants de mainframes. En l'espace de trois décennies, des années 1950 aux années 1970, l’entreprise s'impose comme un groupe industriel de stature internationale dans l'électronique professionnelle, avec un chiffre d'affaires de 4 milliards de DM, et devient l'un des symboles du miracle économique allemand. 
En tant que patron, Nixdorf était réputé pour l'attention qu'il portait à la formation de ses employés.
Il est mort d'un infarctus lors du salon de l’informatique CeBIT de Hanovre en 1986.